# 于利希研究中心
于利希研究中心（德语：Forschungszentrum Jülich GmbH (FZJ)，英语：Jülich Research Centre）是德国亥姆霍兹联合会下属的研究机构之一，成立于1956年。于利希研究中心的主要研究领域集中在能源与环境、信息科技、脑科学研究，现有超过5000名研究人员，是欧洲最大的研究机构之一。